# KBS2
«KBS2» — второй телеканал южнокорейской телерадиовещательной корпорации KBS.
Появился в результате поглощения компанией KBS корпорации ТВС (Tongyang Broadcasting Corporation) в 1980 году. Специализируется на развлечениях и в основном показывает производимые компанией KBS развлекательные передачи и телесериалы, а также новости.
По состоянию на 1992 год, это один из трёх основных телеканалов Южной Кореи (вместе с KBS1 и MBC).
Финансирование канала осуществляется за счёт лицензионных сборов и рекламы.